# Dysoxylum pumilum
Dysoxylum pumilum là một loài thực vật có hoa trong họ Meliaceae. Loài này được Mabb. mô tả khoa học đầu tiên năm 2004.